# Gwalior
Gwalior este un oraș în India.